# Йодок (святой)
Святой Йодок (также Юдок, Иудок или Жосс, лат. Iudocus; традиционно ок. 600 — 668) — бретонский дворянин VII века. Хотя он никогда не был официально канонизирован, Йодок почитается святым. Брат Юдикаэла, короля Бретани. Отказавшись от богатства и положения, он стал монахом и отшельником; до конца своих дней он жил в прибрежном лесу в устье реки Канш.

## Жизнь
Йодок был сыном Ютаэля, короля Бретани, и братом святых Юдикаэла и Винока. Приблизительно в 636 году Йодок отказался от своего наследия и богатства и отправился паломником в Рим. Во время этого путешествия он был рукоположён в священники и впоследствии стал отшельником в Понтье, Сен-Жосс-сюр-Мер, где и жил до самой смерти. Согласно преданиям, его тело было нетленным, и его последователям приходилось постоянно подстригать волосы умершего.

## Почитание
Вокруг святого Йодока образовался местный культ. В VIII веке на месте жилища отшельника был построен монастырь Сен-Жосс, куда поместили раку с его мощами. В 903 году, спасаясь от норманнских набегов, монахи бежали в Уэссекс. Они унесли с собой мощи святого, поместив их в недавно построенный Новый монастырь в Уинчестере. В честь этого события отмечается праздник 13 декабря (9 января).
Среди прочих ему посвящена церковь Святого Йодока в Ландсхуте. До XVII века ему была посвящена церковь в Зальцдорфе.
Изображение святого Йодока отчеканено на бургталере середины XVI века.